# Tisadia
Tisadia (o Fisadia) era sorella del re Piritoo, figlia di Issione e cugina di Menelao;  divenne schiava di Elena, che la portò con sé a Troia.
Ne parla Igino, insieme a un'altra damigella di Elena, Etra, ma delle due i nomi variano secondo gli autori.